# Deutsche Hockeynationalmannschaft der Damen

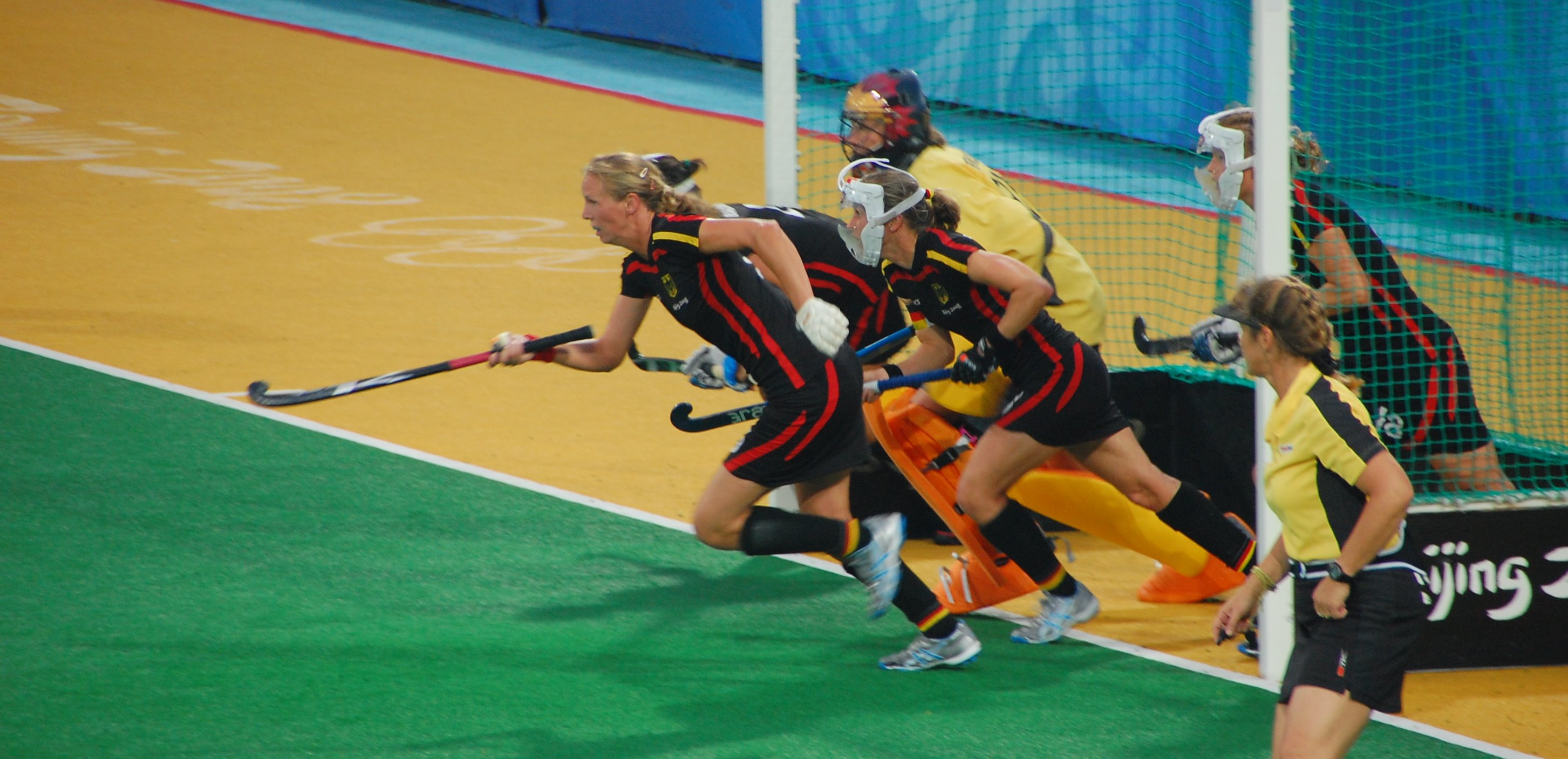
Spielszene aus dem Halbfinale der Olympischen Spiele 2008 Deutschland gegen China

Die deutsche Hockeynationalmannschaft der Damen (kurz auch Die Danas) ist eine vom Bundestrainer getroffene Auswahl deutscher Spitzenspielerinnen. Sie repräsentiert den Deutschen Hockey-Bund (DHB) auf internationaler Ebene, zum Beispiel bei der Hockey-Weltmeisterschaft, der Champions Trophy oder den Olympischen Spielen. Zu den größten Erfolgen zählen die Siege bei den Olympischen Spielen 2004 und den Weltmeisterschaften 1976 und 1981.
Aktuell (Stand: Februar 2024) rangiert Deutschland in der FIH-Weltrangliste auf Platz 3 auf dem Feld und auf Platz 5 in der Halle.

## Erfolge Feldhockey

### Olympische Spiele
- 2. Platz (Silber) bei den Olympischen Spielen 1984 in Los Angeles (gegen die Niederlande)
- 2. Platz (Silber) bei den Olympischen Spielen 1992 in Barcelona (gegen Spanien)
- 1. Platz (Gold) bei den Olympischen Spielen 2004 in Athen (gegen die Niederlande)
- 3. Platz (Bronze) bei den Olympischen Spielen 2016 in Rio de Janeiro (gegen Neuseeland)

### Weltmeisterschaften
- 2. Platz bei der Weltmeisterschaft 1971 in Auckland (Tabellenform) (inoffiziell)
- 3. Platz bei der Weltmeisterschaft 1974 in Frankreich
- 1. Platz bei der Weltmeisterschaft 1976 in Deutschland (gegen Argentinien)
- 2. Platz bei der Weltmeisterschaft 1978 in Spanien (gegen die Niederlande)
- 1. Platz bei der Weltmeisterschaft 1981 in Argentinien (gegen die Niederlande)
- 2. Platz bei der Weltmeisterschaft 1986 in den Niederlanden (gegen die Niederlande)
- 3. Platz bei der Weltmeisterschaft 1998 in den Niederlanden
- 7. Platz bei der Weltmeisterschaft 2002 in Australien
- 8. Platz bei der Weltmeisterschaft 2006 in Spanien
- 4. Platz bei der Weltmeisterschaft 2010 in Argentinien
- 8. Platz bei der Weltmeisterschaft 2014 in den Niederlanden
- 5. Platz bei der Weltmeisterschaft 2018 in England
- 4. Platz bei der Weltmeisterschaft 2022 in Spanien und Niederlande

### Europameisterschaften
- 2. Platz bei der Europameisterschaft 1984 in Frankreich
- 2. Platz bei der Europameisterschaft 1991 in Belgien
- 3. Platz bei der Europameisterschaft 1995 in den Niederlanden
- 2. Platz bei der Europameisterschaft 1999 in Deutschland / Köln
- 3. Platz bei der Europameisterschaft 2003 in Spanien
- 2. Platz bei der Europameisterschaft 2005 in Irland
- 1. Platz bei der Europameisterschaft 2007 in England (gegen die Niederlande)
- 2. Platz bei der Europameisterschaft 2009 in den Niederlanden
- 2. Platz bei der Europameisterschaft 2011 in Deutschland / Mönchengladbach
- 1. Platz bei der Europameisterschaft 2013 in Belgien / Antwerpen
- 3. Platz bei der Europameisterschaft 2015 in England / London
- 4. Platz bei der Europameisterschaft 2017 in den Niederlanden / Amstelveen
- 2. Platz bei der Europameisterschaft 2019 in Belgien / Antwerpen
- 2. Platz bei der Europameisterschaft 2021 in den Niederlanden / Amstelveen
- 3. Platz bei der Europameisterschaft 2023 in Mönchengladbach
- 2. Platz bei der Europameisterschaft 2025 in Mönchengladbach

### Champions Trophy
- 3. Platz bei der Champions Trophy 1989 in Frankfurt am Main
- 2. Platz bei der Champions Trophy 1991 in Berlin
- 3. Platz bei der Champions Trophy 1993 in Amstelveen/Niederlande
- 2. Platz bei der Champions Trophy 1997 in Berlin
- 3. Platz bei der Champions Trophy 1999 in Brisbane/Australien
- 2. Platz bei der Champions Trophy 2000 in Amstelveen/Niederlande
- 2. Platz bei der Champions Trophy 2004 in Rosario/Argentinien
- 1. Platz bei der Champions Trophy 2006 in Amstelveen/Niederlande
- 3. Platz bei der Champions Trophy 2007 in Quilmes/Argentinien
- 2. Platz bei der Champions Trophy 2008 in Mönchengladbach[4][5]

## Erfolge Hallenhockey

### Hallenweltmeisterschaften
- 1. Platz bei der Hallenhockey-Weltmeisterschaft 2003 in Leipzig (gegen die Niederlande)[6]
- 3. Platz bei der Hallenhockey-Weltmeisterschaft 2007 in Österreich (gegen die Ukraine)[7]
- 1. Platz bei der Hallenhockey-Weltmeisterschaft 2011 in Polen (gegen die Niederlande)[8]
- 2. Platz bei der Hallenhockey-Weltmeisterschaft 2015 in Leipzig (gegen die Niederlande)
- 1. Platz bei der Hallenhockey-Weltmeisterschaft 2018 in Berlin (gegen die Niederlande)

### Halleneuropameisterschaften
Rekordsieger bei den Hallenhockey-Europameisterschaften (17 Erfolge bei 22 Europameisterschaften, zwei zweite Plätze und ein dritter Platz)
- 1. Platz bei der Europameisterschaft 1975 in Frankreich
- 1. Platz bei der Europameisterschaft 1977 in Belgien
- 1. Platz bei der Europameisterschaft 1981 in Deutschland / Berlin
- 1. Platz bei der Europameisterschaft 1985 in England
- 1. Platz bei der Europameisterschaft 1987 in Deutschland / Bad Neuenahr
- 1. Platz bei der Europameisterschaft 1990 in Deutschland / Elmshorn
- 1. Platz bei der Europameisterschaft 1993 in England
- 2. Platz bei der Europameisterschaft 1996 in Schottland
- 1. Platz bei der Europameisterschaft 1998 in Spanien
- 1. Platz bei der Europameisterschaft 2000 in Österreich
- 1. Platz bei der Europameisterschaft 2002 in Frankreich
- 1. Platz bei der Europameisterschaft 2004 in den Niederlanden
- 1. Platz bei der Europameisterschaft 2006 in den Niederlanden
- 1. Platz bei der Europameisterschaft 2008 in Spanien
- 3. Platz bei der Europameisterschaft 2010 in Deutschland / Duisburg
- 1. Platz bei der Europameisterschaft 2012 in Deutschland / Leipzig
- 2. Platz bei der Europameisterschaft 2014 in Tschechien / Prag
- 1. Platz bei der Europameisterschaft 2018 in Tschechien / Prag
- 1. Platz bei der Europameisterschaft 2022 in Deutschland / Hamburg
- 1. Platz bei der Europameisterschaft 2024 in Deutschland / Berlin

## Sonstige Erfolge und Auszeichnungen
- „Mannschaft des Jahres“ 2004 – Olympiasieger in Athen

## Aktueller Kader
Kader für die Europameisterschaft und die Olympischen Spiele 2021:
| Nr. | Spielername              | Jahrgang | Verein                 | Länderspiele | Tore |
| --- | ------------------------ | -------- | ---------------------- | ------------ | ---- |
| 20  | Julia Sonntag (TW)       | 1991     | Rot-Weiss Köln         | 67           | 0    |
| 18  | Lisa Altenburg           | 1989     | Der Club an der Alster | 131          | 31   |
| 28  | Jette Fleschütz          | 2002     | Großflottbeker THGC    | 6            | 1    |
| 10  | Hanna Granitzki          | 1997     | Der Club an der Alster | 68           | 3    |
| 21  | Franzisca Hauke          | 1989     | Harvestehuder THC      | 196          | 16   |
| 2   | Kira Horn                | 1995     | Der Club an der Alster | 41           | 2    |
| 32  | Viktoria Huse            | 1995     | Der Club an der Alster | 70           | 9    |
| 4   | Nike Lorenz              | 1997     | Rot-Weiss Köln         | 124          | 32   |
| 24  | Pia Maertens             | 1999     | Rot-Weiss Köln         | 45           | 21   |
| 11  | Lena Micheel             | 1998     | Uhlenhorster HC        | 68           | 14   |
| 5   | Selin Oruz               | 1997     | Düsseldorfer HC        | 111          | 2    |
| 27  | Cécile Pieper            | 1994     | Rot-Weiss Köln         | 127          | 12   |
| 8   | Anne Schröder            | 1994     | Der Club an der Alster | 152          | 13   |
| 12  | Charlotte Stapenhorst    | 1995     | Zehlendorfer Wespen    | 110          | 32   |
| 30  | Amelie Wortmann          | 1996     | Uhlenhorster HC        | 69           | 3    |
| 16  | Sonja Zimmermann         | 1999     | Mannheimer HC          | 38           | 6    |
| 15  | Nathalie Kubalski (TW) * | 1993     | Düsseldorfer HC        | 33           | 0    |
| 19  | Maike Schaunig *         | 1996     | Uhlenhorst Mülheim     | 56           | 0    |
|     | Pauline Heinz *          | 2001     | Rüsselsheimer RK       | 15           | 2    |
| 6   | Hannah Gablac ***        | 1995     | Der Club an der Alster | 104          | 21   |

Der Betreuerstab November 2018 bestand aus:
| Funktion        | Name                                                           |
| --------------- | -------------------------------------------------------------- |
| Bundestrainer   | Valentin Altenburg                                             |
| Co-Trainer      | Florian Keller, Jimmy Lewis                                    |
| Athletiktrainer | Dominik Ludwig                                                 |
| Videoanalyse    | Stephan Haumann, Gero Leichenich, Michi Soff                   |
| Teamarzt        | Boris Mandryka                                                 |
| Physiotherapie  | Eva Striegl, Kai Oppermann, Johannes Giglberger, Sandra Happes |
| Team-Manager    | Fabian Schuler                                                 |